# Jekaterina Jezjova
Jekaterina Ivanovna Jezjova (ryska: Екатерина Ивановна Ежова), född 1787, död mellan 1837, var en rysk skådespelare salongsvärd. Hon var en av de främsta aktörerna vid kejserliga teatern i Sankt Petersburg från 1805 och höll också en populär salong. Hon var även välkänd för sitt förhållande med dramatikern och föreståndaren för teatern furst Aleksandr Sjachovskoj. 